# Протопопов Микола Порфирович
Микола Порфирович Протопопов (1816, Одеса – 1861, Одеса) — освітянин, перекладач.

## Біографія
М. П. Протопопов народився  у 1816 році в Одесі.
Навчався в педагогічному інституті та на філософському відділенні Рішельєвського ліцею, випускник 1836 року.
Був направлений до Головного педагогічного інституту у Санкт -Петербург для удосконалення знань стародавніх мов, а згодом  переведений до Санкт-Петербурзького університету для підготовки до професорського звання. Але у 1839 році повернувся до Одеси.
В 1839 – 1848 роках викладав  російську та латинську мову в гімназії Рішельєвського ліцею. В 1848 – 1869 роках був вчителем латинської мови у 2-й гімназії м. Одеси.
Відомий як перекладач з грецької мови, друкувався в «Одеському  віснику» та «Одеському альманасі».
Помер 18(30) квітня 1861 року в Одесі.

## Праці
- История города Херсона. Сочинение Константина Порфирородного/ М. П. Протопопов // Записки Одесского общества  истории и древностей. – 1848 - 1850. – Т. 2. – С. 118 – 139.